# Volta a Tarragona
A Volta a Tarragona (também chamada: Volta Ciclista a Tarragona) foi uma corrida ciclista amadora por etapas espanhola que se disputava na província de Tarragona (Catalunha).
Foi uma das primeiras provas ciclistas oficiais em criar-se a nível mundial, e a primeira em Espanha, já que a sua primeira edição data de 1908 com o nome de Copa Justicia; no entanto, como não se começou a disputar regularmente desde 1964 e a que sempre tem sido amador dito reconhecimento tem passado à Volta à Catalunha (criada em 1911). A sua última edição foi em 2010 depois de ter-se que suspender a edição do 2011.
Esteve organizada pela secção ciclista do Clube de Natación Reus Ploms.

## Palmarés
| Ano               | Ganhador               | Segundo                 | Terceiro                   |
| ----------------- | ---------------------- | ----------------------- | -------------------------- |
| 1908              | Paul Mazan             | Johann Hohe             | Henri Carrère              |
| 1909-1918         | Não se disputou        | Não se disputou         | Não se disputou            |
| 1919              | José Pelletier         | Ali Neffati             | Guillermo Anton            |
| 1920-1947         | Não se disputou        | Não se disputou         | Não se disputou            |
| Volta a Tarragona |                        |                         |                            |
| 1948              | Antonio Capo           | José Serra Gil          | Manuel Costa               |
| 1949-1953         | Não se disputou        | Não se disputou         | Não se disputou            |
| 1954              | Bernardo Ruiz          | Francisco Masip         | Francisco Alomar           |
| 1955-1963         | Não se disputou        | Não se disputou         | Não se disputou            |
| 1964              | ?                      | ?                       | ?                          |
| 1965              | ?                      | ?                       | ?                          |
| 1966              | ?                      | ?                       | ?                          |
| 1967              | ?                      | ?                       | ?                          |
| 1968              | ?                      | ?                       | ?                          |
| 1969              | José Manuel Fuente     |                         |                            |
| 1970              | ?                      | ?                       | ?                          |
| 1971              | ?                      | ?                       | ?                          |
| 1972              | ?                      | ?                       | ?                          |
| 1973              | ?                      | ?                       | ?                          |
| 1974              | ?                      | ?                       | ?                          |
| 1975              | ?                      | ?                       | ?                          |
| 1976              | ?                      | ?                       | ?                          |
| 1977              | Gómez                  | ?                       | ?                          |
| 1978              | ?                      | ?                       | ?                          |
| 1979              | Jesús Guzmán Delgado   | José Luis Laguía        |                            |
| 1980              | Pedro Delgado          |                         | Pierre Le Bigaut           |
| 1981              | José Recio             |                         |                            |
| 1982              |                        |                         |                            |
| 1983              | Javier Castellar       | Pello Ruiz Cabestany    | Antoni Girabent            |
| 1984              | Loïc Le Flohic         |                         |                            |
| 1985              |                        |                         | José Pedrero               |
| 1986              | ?                      | ?                       | ?                          |
| 1987              | ?                      | ?                       | ?                          |
| 1988              | Philippe Dalibard      | Pierre-Henri Menthéour  | José Mario Genesca         |
| 1989              | Antonio Sánchez García | Ramón Antonio Rota      | Fernando Pinero            |
| 1990              | ?                      | ?                       | ?                          |
| 1991              | Antonio Martín Velasco | Émile Julia             | ?                          |
| 1992              | ?                      | ?                       | ?                          |
| 1993              | ?                      | ?                       | ?                          |
| 1994              | Nicolai Koudriavtchev  | Serguéi Ivanov          | Josep Jacob Viladoms       |
| 1995              | Serguéi Ivanov         | Dmitri Parfimovitch     | Philippe Le Peurien        |
| 1996              | Sergueï Gritchenko     | Manuel Rodríguez Gil    | Edouard Gritsoun           |
| 1997              | Edouard Gritsoun       | Martin van Steen        | Marc Prat                  |
| 1998              | Denís Menshov          | Eloy Coca               | Carlos Torrent             |
| 1999              | Wim Van Den Meulenhof  | Gonzalo Bayarri         | Tomás Valls                |
| 2000              | Rafael Fernández       | Faat Zakirov            | Xavier Tondo               |
| 2001              | Alexander Rotar        | Rafael Mila             | Vicente Elvira             |
| 2002              | Héctor Guerra          | José Alfredo Medina     | Javier Ramírez Abeja       |
| 2003              | Fernando Serrano       | Miquel Alandete         | Sergi Escobar              |
| 2004              | Joaquín Jorge Soler    | Didac Cuadros           | Antonio López              |
| 2005              | Paulo Vargas           | Isidro Cerrato          | Vicente Grau               |
| 2006              | Juan Carlos Carinena   | Alberto Fernández Sainz | John Devine                |
| 2007              | John Devine            | Luis Ángel Maté         | Francisco José Villalgordo |
| 2008              | Sergi Escobar          | Javier Ramírez Abeja    | Raúl García de Mateos      |
| 2009              | Colin Menc             | Arkimedes Arguelyes     | Jonathan Brunel            |
| 2010              | Aurélien Ribet         | Andrew Talansky         | Thomas Lebas               |

## Palmarés por países
| País           | Vitórias |
| -------------- | -------- |
| Espanha        | 10       |
| França         | 5        |
| Rússia         | 4        |
| Países Baixos  | 1        |
| Ucrânia        | 1        |
| Costa Rica     | 1        |
| Estados Unidos | 1        |